# Lake Baker (Tasmanien)
Der Lake Baker ist ein See im Osten des australischen Bundesstaates Tasmanien.
Er liegt im Nordteil des Ben-Lomond-Nationalparks und wird vom Nile River durchflossen.